# 송유걸
송유걸 (1985년 2월 16일 ~ )은 대한민국의 전 축구 선수로서 포지션은 골키퍼였다. 현재 제주 유나이티드 GK 코치로 재직 중이다. 아버지 송준복과 남동생 송유경도 축구인이다.

## 출신학교
- 구포초등학교
- 덕천중학교
- 정명고등학교

## 축구인 생활

### 선수 생활
2006년 전남 드래곤즈에 입단하여 K-리그에 데뷔했으나, 2년 동안 하우젠 컵을 포함하여 1경기를 뛰는 데 그쳤다. 2007년 윤주일과의 맞트레이드로 인천 유나이티드로 이적하였으나, 그 해 단 한 차례의 리그 경기에도 뛰지 못했고, 2008년 하우젠 컵을 포함하여 12경기를 뛰었다.
2011년 11월 28일 강원 FC의 유현과 트레이드되었다. 2013 시즌을 앞두고 군 문제를 해결하기 위해 안산 경찰청 축구단에 입단하였다. 군 복무를 마친 후 원 소속팀인 강원으로 복귀하였다.
2015 시즌을 앞두고 울산 현대로 이적하였다. 5월 25일에 열린 포항과의 홈 경기에서는 경고 누적으로 출전을 못하는 김승규를 대신하여 선발 출전하며 데뷔전을 치렀다. 송유걸은 이 날 경기에서 2실점을 기록하였고, 팀은 2-2 무승부를 거두었다.
2015 시즌 후, 자유 계약 선수가 된 송유걸은 1년 만에 강원 FC로 복귀하였다.
2017년 1월 3일에 강원과 재계약을 맺었다.
2017 시즌 후, FA 신분이 된 송유걸은 강원을 떠나 부산으로 이적하였다.

## 경력

### 선수 경력
- 2006년 ~ 2007년  전남 드래곤즈
- 2007년 ~ 2011년  인천 유나이티드
- 2011년 ~ 2014년  강원 FC
- 2013년 ~ 2014년  안산 경찰청
- 2015년  울산 현대
- 2016년 ~ 2017년  강원 FC
- 2018년  부산 아이파크
- 2019년 ~ 2020년  강릉시청 축구단

## 수상

### 클럽

#### 전남 드래곤즈
- FA컵 우승 1회 (2006년)